# Catherine MacGregor
Pour les articles homonymes, voir MacGregor.
Catherine MacGregor, née Catherine Fiamma le 7 août 1972 à Salé (Maroc), est une ingénieure centralienne et cheffe d'entreprise de nationalité française.

## Biographie
Ses parents, d'origine corse et basque, sont professeurs de mathématiques. Elle a été élevée au Maroc jusqu'à l'âge de 14 ans. Catherine MacGregor est elle-même mère de deux filles.
Elle est ingénieure, diplômée de l'École centrale Paris, dont elle sort en 1995.
Elle travaille pendant 23 ans chez Schlumberger. Elle y dirige des activités de forage au Congo, en Mer du Nord, aux États-Unis, en Malaisie, au Royaume-Uni et en France. Elle s'intéresse notamment à l'utilisation de la sismique 3D pour la récupération assistée du pétrole.
En juillet 2019, elle est candidate au poste de présidente de Schlumberger, mais le conseil d'administration préfère nommer Olivier Le Peuch. Elle est alors nommée présidente New Ventures de TechnipFMC. En 2020, elle est pressentie pour diriger Technip Energies, une société en cours de création basée à Paris d'environ 12 000 personnes issue de la scission de TechnipFMC en deux entités séparées.
Après avoir été auditionnée par les cabinets de recrutement Korn Ferry et NB Lemercier & Associés, elle est nommée directrice générale d'Engie le 2 octobre 2020, avec entrée en fonctions le 1er janvier 2021. Dans ce poste prestigieux et très exposé politiquement, elle succède à Isabelle Kocher, partie le 24 février 2020 et remplacée provisoirement par Claire Waysand.
Comme patronne exécutive de Engie, elle applique une stratégie définie par le conseil d'administration présidé par Jean-Pierre Clamadieu. Elle négocie la vente d'Equans à Bouygues, avec une promesse du repreneur de maintenir l'emploi pendant 5 ans. Elle réorganise l'organigramme. Elle ne parvient pas à fermer les deux dernières centrales nucléaires belges, dont la durée de vie est prolongée jusqu'en 2035 par décision du gouvernement belge. Mais elle maintient l'objectif de développer les énergies renouvelables dont la part dans la production de ENGIE devrait passer à 58 % en 2030.
Catherine MacGregor a été décrite positivement par d'anciens collaborateurs : des articles de presses rapportent des propos qui la désignent comme une personne « très simple aux loisirs sans surprise (cinéma ou scrabble) », « directe, méthodique, tenace, très opérationnelle », « humble et courageuse », « efficace, mais elle sait écouter » (Thierry Pilenko).
Jusqu'à l'arrivée de Christel Heydemann à la tête d'Orange en 2022, elle est la seule femme à la tête d'une entreprise du CAC 40. Depuis le 23 décembre 2024, outre les 2 précédentes, 2 autres femmes dirigent des entreprises du CAC 40 : Estelle Brachlianoff (Veolia) et Hinda Gharbi (Bureau Veritas).
Elle siège au conseil d'administration de Microsoft depuis décembre 2023 et est active au sein du Forum économique mondial.
Le 24 avril 2025, lors de l'Assemblée générale des actionnaires, elle est reconduite pour quatre ans dans son mandat de Directrice Générale d'Engie. Cette décision est approuvée à 97% des voix.

## Distinctions
- Chevalière de la Légion d'honneur, le 30 décembre 2020, au titre de « directrice générale d'un groupe industriel énergétique ; 25 ans de services »[12].
- Stanley Hoffmann Award, en 2025, de la Fondation américaine de Sciences Po, pour sa contribution exceptionnelle à la transition énergétique mondiale[10].